# Сан Бартоломео (Ређо Емилија)
Сан Бартоломео (итал. San Bartolomeo) је насеље у Италији у округу Ређо Емилија, региону Емилија-Ромања.
Према процени из 2011. у насељу је живело 1116 становника. Насеље се налази на надморској висини од 107 м.